# Tough 'Duff
Tough 'Duff è un album dell'organista Jack McDuff, pubblicato dalla Prestige Records nel 1960.
Il disco fu registrato negli studi di Rudy Van Gelder il 12 luglio 1960 a Englewood Cliffs nel New Jersey (Stati Uniti).

## Tracce
Lato A
1. Smooth Sailing – 6:45 (Arnett Cobb)
2. Mean to Me – 5:38 (Fred E. Ahlert, Roy Turk)
3. Tippin' In – 5:22 (Marty Symes, Robert Lewis Smith)

Lato B
1. Yeah, Baby – 8:52 (Jack McDuff)
2. Autumn Leaves – 5:12 (Johnny Mercer, Jacques Prévert, Joseph Kosma)
3. Tough 'Duff – 7:00 (Jack McDuff)

## Musicisti
- Jack McDuff - organo
- Jimmy Forrest - sassofono tenore
- Lem Winchester - vibrafono
- Bill Elliot - batteria